# منسیوس (کتاب)
منسیوس (چینی: 孟子؛ پین‌یین: Mèngzǐ؛ انگلیسی: The Mencius) مجموعه‌ای از گفتگوها، حکایات و مجموعه‌ای از مصاحبه‌های واقعی و خیالی توسط فیلسوف کنفوسیوسی منسیوس است. این کتاب یکی از سیزده کتاب کلاسیک چینی است و دیدگاه‌های منسیوس را در مورد موضوعات فلسفه اخلاقی و سیاسی، اغلب به‌عنوان گفتگو با ایده‌های ارائه‌شده توسط کنفوسیوس، بررسی می‌کند. مصاحبه‌ها و گفتگوها بین منسیوس و حاکمان مختلف دوره ایالت‌های جنگ‌طلب یا با شاگردانش و سایر معاصران به تصویر کشیده شده‌است. این کتاب سفر منسیوس در سراسر ایالات، و گفتگوها و مناظره‌های فلسفی او با کسانی را که در سفر خود ملاقات می‌کند، مستند می‌کند. تعدادی از محققان معتقدند که این متن توسط خود منسیوس نوشته نشده‌است، بلکه توسط شاگردانش نوشته شده‌است. اعتقاد بر این است که این متن در اواخر قرن چهارم قبل از میلاد نوشته شده‌است.

## تاریخچه
ایده‌های اصلی منسیوس در مورد آموزش و ماهیت انسان تا حد زیادی در دوره ایالت‌های جنگ‌طلب (حدود ۷۷۰–۲۲۱ قبل از میلاد) شکل گرفت. دوره‌ای که جنگ‌ها در جریان بود و سلسله ژو توسط شین به پایان رسید، منسیوس و دانشمندان دیگر به پادشاهی‌های مختلف رفتند. در این زمان بود که منسیوس توانست به آموزه‌های فلسفی کنفوسیوس دسترسی پیدا کند و آن را بیش‌تر توسعه دهد. آفرینش منسیوس، به‌عنوان توضیح بیش‌تر در مورد مکتب فکری کنفوسیوس به‌نام «ایده‌آلیسم ذهنی» عمل می‌کند. از طریق این کار، منسیوس نظریه خوبی طبیعی (شینگشان) را توسعه داد، که به این نتیجه رسید که همه مردم دارای فضایل اصلی ذاتی هستند، و این فضایل به همان روشی که دانش پرورش می‌یابد توسعه می‌یابد.
منسیوس به‌عنوان یکی از مهم‌ترین متونی در نظر گرفته شد که فلسفه کنفوسیوس را بررسی می‌کند. و ناشی از گفتگوی فلسفی منتخبات کنفوسیوس است. علی‌رغم این اهمیت ذکرشده، منسیوس تا بیش از ۱۰۰۰ سال بعد در طول سلسله سونگ به‌عنوان یکی از کلاسیک‌های چینی مقدس شناخته نشد.

### تفاسیر
تفسیرهای مختلفی از منسیوس به‌عنوان یک متن فلسفی و ادبی وجود دارد. آکادمیسین ای. بروس و ای. تائکو بروکس بیان می‌کنند که این تفاسیر مختلف متعلق به یک گفتمان پیوسته‌است که نسل‌های جدید از خوانندگان را نشان می‌دهد. به‌عنوان مثال، محققانی مانند جیمز لگ، که با کاوش نسبی منسیوس از طریق دیدگاه مبلغان ویکتوریا، متن را به روی خوانندگان غربی گشود. توانایی این متن برای فراتر رفتن از فرهنگ و زمان توسط محققانی مانند بهونیاک جونیور چیزی است که منسیوس را به یک کلاسیک جهانی تبدیل کرده.

## محتوا
هفت فصل در منسیوس وجود دارد که هر کدام به دو نیمه تقسیم شده‌است. روایت کتاب دیالوگ‌های شخصیت‌هایش را در مورد استدلال‌های فلسفی خاص، در کنار تأملات خود منسیوس دربارهٔ آن‌ها در قالب جملات کوتاه به تصویر می‌کشد. بیش‌تر فصل‌هایی که فلسفه اخلاق منسیوس را بررسی می‌کنند، در قالب گفت‌وگوی منسیوس و سایر متفکران فلسفی نوشته شده‌اند. فصل‌هایی که توصیه‌ها و پندهای سیاسی منسیوس را ارائه می‌دهند، به‌عنوان گفتگو با حاکمان مختلف و خودش به تصویر کشیده می‌شوند.
این کتاب معروف‌ترین ایده منسیوس را بررسی می‌کند، این‌که طبیعت ذاتی خوب انسانی وجود دارد است. استدلال او مبنی بر این‌که هر فرد دارای پتانسیل ذاتی فضیلت است، در تضاد با موضع شخصیت معاصر یانگ ژو است، که استدلال می‌کرد که طبیعت انسان با انگیزه منافع شخصی است. در کنار این، منسیوس تا حد زیادی ایده‌های کنفوسیوسی حاکمیت سیاسی و سیاست خیرخواهانه را گسترش می‌دهد.

### فلسفه اخلاق
در منسیوس، بحث در مورد اخلاق و طبیعت انسان در گفتگوی مستقیم با دیدگاه‌های کنفوسیوس است. نظریه «خوبی طبیعی» که در آن انسان ذاتاً خوب است، از طریق مفهوم «جوانه» مورد بررسی قرار می‌گیرد. به عقیده منسیوس، جوانه‌ها عادات اخلاقی آموخته‌نشده‌ای هستند که ذاتی هستند و در بدو تولد وجود دارند. این عادات اخلاقی مربوط به «محبت خانوادگی» فرد است و مانند جوانه‌ها در محیط فعالیت‌های خانوادگی رشد می‌کنند.
چهار فضیلت اخلاقی وجود دارد که «جوانه‌های» فرد را می‌سازد:
1. «انسانیت»
2. «مناسب بودن»
3. «برازندگی آیینی»
4. «حکمت»[۵][۷]

چهار جوانه چیزهایی هستند که انسان را از سایر موجودات متمایز می‌کنند. با این حال، یک تمایز وجود دارد و آن این‌که آن‌ها چیزی نیستند که انسانیت را می‌سازند، بلکه چیزی ذاتی هستند که همه انسان‌ها از قبل آن را دارند. منسیوس بیان می‌کند که این فضایل در فرهنگ‌سازی محیط فرد رشد می‌کند، «همان‌طور که ما چهار دست و پا داریم». این محیط محبت خانوادگی است، جایی که «چهار جوانه» در میان سایر انگیزه‌های نظارت‌نشده فعال می‌شوند.

منسیوس همچنین فکر می‌کند که ماهیت انسانی مشترکی وجود دارد که باعث می‌شود افراد به یک شکل به موقعیت‌های اخلاقی خاصی واکنش نشان دهند. یکی از معروف‌ترین استدلال‌ها برای این موضوع در منسیوس در فصل 1A:6, ارائه شده‌است، جایی که منسیوس واکنش فوری ناظر به دیدن کودکی را که در حال سقوط در چاه است، پیش‌بینی می‌کند. منسیوس استدلال می‌کند که همه مردم یک شفقت بیولوژیکی یا ذاتی دارند، و فراتر می‌رود و دلالت می‌کند که این شفقت ذاتی نیز یک وظیفه جهانی است. منسیوس به ایده حس بیولوژیکی شفقت به‌عنوان شکلی از وظیفه اشاره می‌کند:
«احساس وظیفه قلب را خشنود می‌کند، همان‌طور که گوشت ذائقه‌ها را خشنود می‌کند.» (منسیوس 4A:2)
به عبارت دیگر، در انجام کارهای دل‌سوزانه، نه تنها از نظر زیستی، بلکه از روی حس وظیفه، خود را خشنود می‌کنیم.

### فلسفه سیاسی
منسیوس ادعاهای کنفوسیوس را در مورد اعمال ضروری یک حاکم خوب بسط می‌دهد. این موضوع شامل «سیاست فضیلت»،» سیاست خیرخواهانه» یا «سیاستی است که به رنج دیگران حساس است». این اصطلاح به شیوه ایده‌آل حکومت سیاسی اشاره دارد که یک جامعه باید سیاست‌هایی داشته باشد که خیرخواهانه گسترش یابد. شامل انصاف در توزیع کالا و عمدتاً سیاست‌هایی است که از حاشیه‌ای‌ترین اعضای جامعه محافظت می‌کند. و در ادامه، منسیوس معتقد است که یک حاکم خوب باید از طریق اعمال خیرخواهانه و نیکی، ارادت مردم را به‌دست‌آورد. منسیوس اخلاق کنفوسیوس را به‌عنوان مبنایی برای دست‌یابی به یک حالت ایده‌آل مطرح می‌کند.

در منسیوس، در برخورد او با شاه ژوان کی بیان شده‌است، که او بدون انجام «سیاست خیرخواهانه» بر پادشاهی مرکزی حکومت می‌کند. منسیوس در این فصل به عمل پادشاه چنین اشاره می‌کند:
«به دنبال ماهی، با بالا رفتن از درخت.» (Mencius 2A:4)
بخش‌های دیگر منسیوس مستقیماً به سیاست خیرخواهانه می‌پردازد:
«یک امپراتور نمی‌تواند پادشاهی را در چهار دریا نگه دارد، مگر این‌که خیرخواه باشد؛ یک ارباب فئودال نمی‌تواند محراب خدایان زمین و غلات را حفظ کند، مگر این‌که خیرخواه باشد؛ وزیر یا مشاور نمی‌تواند معبد اجدادی خود را حفظ کند، مگر این‌که خیرخواه باشد. عامی نمی‌تواند چهار دست و پای خود را حفظ کند مگر این‌که خیرخواه باشد. حال اگر کسی از مرگ خوشش نمی‌آید و از ظلم لذت می‌برد، مانند کسی است که بیش از حد توانش مشروبات الکلی می‌نوشد درحالی‌که مستی را دوست ندارد.» (منسیوس 4A:3)
منسیوس همچنین در مورد استفاده سیاسی از خشونت و زور توصیه می‌کند:
«وقتی کسی برای جلب وفاداری مردم از زور استفاده می‌کند، قلب و ذهن مردم را به‌دست نمی‌آورد؛ آن‌ها تسلیم نیروی شما می‌شوند زیرا به اندازه کافی قوی نیستند.» (منسیوس 4A: 7)

## تأثیرات بر هرمنوتیک
گذشته از تأثیرات منسیوس بر نئوکنفوسیوسیسم، این کتاب بر حوزه گفتمان ادبی چین نیز تأثیر داشته‌است. عمدتاً در پیش‌برد نقد ادبی چین به سمتی که شبیه روش‌های هرمنوتیک قصدگرایانه غربی است. این مفاهیم قصدگرایانه تفسیر (که نقد ادبی منسی نامیده می‌شود)، از آن زمان بر روش‌شناسی نقد و تفسیر ادبی در چین غالب بوده‌اند.

موضع غرض‌ورزی غربی معنای یک اثر ادبی را بر اساس نیات نویسنده در لحظه تصور آن قضاوت می‌کند. جین گیرنی خاطرنشان می‌کند که بخش‌های مختلفی در منسیوس وجود دارد که نظریه‌ای از تفسیر ادبی را ارائه می‌کند که شبیه این سنت است. به عنوان مثال:
«... کسی که شعر را توضیح می‌دهد، نباید اجازه دهد که فرم مانع عبارات شود، یا اجازه دهد که عبارات مانع از رانش شوند. شخص باید با افکار خود با رانش روبرو شود؛ این‌گونه می‌توان آن را به‌دست‌آورد. (منسیوس 5A:4)
گیرنی در ارزیابی خود از این قطعه خاطرنشان می‌کند که «رانش» مورد اشاره در این‌جا را می‌توان به‌عنوان قصد نویسنده درک کرد. در این بخش، منسیوس بیان می‌کند که وقتی نوبت به ارزیابی یک متن می‌رسد، شکل یا ساختار آن نباید قبل از عبارات منفرد باشد. درحالی‌که عبارات منفرد نباید مانع نیت مؤلف (رانش) اثر شوند، جایی که هدف با افکار خود خواننده مواجه می‌شود تا معنا را شکل دهد. منسیوس همچنین رویکردی مبتنی بر دوستی را برای نقد ادبی تشویق می‌کند:
«علمای خوب یک روستا با دیگر علمای خوب روستا دوست می‌شوند. علمای خوب دنیا با دیگر علمای خوب دنیا دوست می‌شوند. اگر دوستی با علمای خوب دنیا کافی نیست، به قدما نیز توجه می‌کنند. اما چگونه می‌توانند شعر خود را بخوانند و کتاب‌های خود را بخوانند، بدون این‌که بدانند چه نوع مردمی هستند؟ بنابراین سن خود را در نظر می‌گیرند. این «پیش به سوی دوستی» است». (منسیوس 5B:8)
ایده شناخت نویسندگان به‌عنوان مردم، توسط گیرنی پیشنهاد منسیوس برای خواننده در نظر گرفته می‌شود، که سعی کند تا جایی که می‌تواند قصد نویسنده را در هنگام ایجاد متن بیاموزد. منسیوس بر شناخت نویسنده به‌عنوان یک شخص تأکید می‌کند تا اهمیت موقعیت و بستر زمانی یک اثر ادبی را در ارزیابی فرد از آن نشان دهد.
به نظر می‌رسد که نقد ادبی منسیوس هرمنوتیک نیت‌گرا را در چین تقویت کرده‌است. گیرنی خاطرنشان می‌کند که شکل نیت‌گرایی در کتاب با سبک نقد نیت‌گرایی سنتی غربی متفاوت است. این تفاوت عمدتاً مربوط به تأکید منسیوس بر یادگیری تنظیمات زمینه‌ای نویسنده در هنگام برداشت اثر است، به جای احساسات خود نویسنده در هنگام برداشت آن. از این رو، معیاری که یک اثر باید بر اساس آن تجزیه و تحلیل شود، احساسات نویسنده را در لحظه دقیق تصور (همان‌طور که توسط اد هیرش گفته شده‌است) درگیر نمی‌کند. اما معیارهای منسیوس بر این باور است که قبل از ارزیابی اثر ادبی باید با زمینه شخصی، فرهنگی و سیاسی نویسنده آشنا شد.